# Věra Pospíšilová-Cechlová
Věra Pospíšilová-Cechlová (Litoměřice, 19 novembre 1978) è un'ex discobola e pesista ceca.
Ha un personale di 67,71 m ed è allenata da Josef Šilhavý. In carriera ha vinto un bronzo olimpico ad Atene 2004 ed un bronzo ai campionati mondiali di Helsinki 2005. Nel 2005 grazie ad un suo lancio a 66,81 è stata prima nella lista mondiale dell'anno.
Il 17 ottobre 2003 ha sposato il wrestler Jakub Cechl.

## Biografia

### Gli inizi
Il percorso di Vera Cechlová Pospíšilova fu molto complesso.
I primi passi compiuti nell'atletica li fece nella piccola Litoměřicích, ma presto si trasferì a Lovosic, dove già gareggiava suo fratello.
Entrambi iniziarono a gareggiare nel salto in alto.
Quasi casualmente ci fu il suo avvicinamento al lancio del disco, in un'intervista dichiarò infatti:
(Věra Pospíšilová-Cechlová)
A Lovosic, però, le condizioni per coltivare il suo talento non erano ideali e così decise di andare ad allenarsi a Kladno sotto la guida di coach Vavra allenatore specializzato nei lanci.
Nel 1999, Vera cambiò ancora allenatore e andò da Josef Šilhavému che già l'aveva aiutata in passato.

### I successi internazionali

#### Dai mondiali di Edmonton alle olimpiadi di Atene (2001-2004)
Nella sua prima partecipazione ai campionati mondiali, nel 2001 ad Edmonton, si classificò settima.
L'anno successivo ai campionati europei di Monaco 2002 si classificò quarta lanciando a 62,31 metri.
Nella stagione 2003, dopo aver vinto vari Meeting internazionali, ai Campionati mondiali di Parigi centrò ancora la finale classificandosi quinta con un lancio a 65,55.
Nel 2004 alle Olimpiadi di Atene dimostrò ancora tutto il suo valore classificandosi quarta con la misura di 66,08 a soli 9 centimetri dal bronzo.
Tra il 2003 ed il 2004 ha anche conquistato due edizioni delle IAAF World Athletics Final.

#### Mondiali di Helsinki (2005)
Dopo le soddisfazioni ai campionati del mondo di Edmonton e Parigi, dove era riuscita a classificarsi rispettivamente al settimo e al quinto posto, nel 2005 ad Helsinki è riuscita a conquistare una medaglia mondiale.
Arrivata nella capitale finlandese si presentò come la grande favorita grazie al suo primo posto nella liste mondiali dell'anno.
Dopo una qualifica superata facilmente la finale fu invece più ostica a causa di una pioggia torrenziale, al limite delle condizioni normali. A causa delle avversità meteorologiche gli organizzatori sono stati poi costretti a rimandare alcune gare compresa la finale del lancio del disco femminile.
In finale Vera lanciò a 63,19 metri vincendo quindi la medaglia di bronzo e lasciando il titolo alla tedesca Franka Dietzsch.
Anche se era la principale candidata per la vittoria del titolo di campionessa del mondo non vedeva alcun motivo per essere delusi del bronzo:
(Věra Pospíšilová-Cechlová)
Sul finire della stagione, alla IAAF World Athletics Final, dopo la vittoria delle due edizioni precedenti non riuscì però ad andare oltre al quarto posto con 58,38.

#### Europei di Göteborg (2006)
Dopo una medaglia di bronzo ai campionati del mondo del 2005 molti si aspettavano una medaglia anche ai Campionati Europei del 2006 a Göteborg.
Si qualificò per la finale con il decimo posto con la misura di 60,45.
In finale non riuscì a lanciare oltre a 60,71 classificandosi solo settima. Dopo la medaglia di bronzo ai mondiali dell'anno precedente questo risultato è stato per lei deludente.
Al termine della gara, in un'intervista disse:
(Věra Pospíšilová-Cechlová)

### Le delusioni

#### Dai mondiali di Osaka a quelli di Berlino (2007-2009)
Nel 2007, dopo una stagione all'aperto molto regolare ad alto livello, arrivando a lanciare fino a 66,18, si preparò a partecipare ai campionati mondiali di Osaka.
In qualificazione, però, lancerà soltanto a 57,56 risultato che la piazzò solo al ventesimo posto.
Sul finire della stagione parteciperà alla IAAF World Athletics Final arrivando seconda con la misura di 62,04.
Il 2008 sarà una stagione senza i picchi degli anni precedenti ma ai Giochi olimpici di Pechino 2008 riuscirà comunque a classificarsi quinta lanciando a 61,75 metri.
In seguito al risultato ottenuto, e come riconoscimento della sua carriera sportiva, è stata scelta dal Comitato Olimpico Ceco come portabandiera per la cerimonia di chiusura delle Olimpiadi.
Anche la stagione 2009 è stata per lei deludente visto il diciassettesimo posto ai Campionati mondiali di Berlino 2009.

#### Dagli Europei di Barcellona alle Olimpiadi di Londra (2010-2012)
Nel 2010, in Coppa Europa per nazioni, a Budapest, grazie ad un lancio a 61,59, ha raggiunto la seconda posizione alle spalle della sola Nicoleta Grasu.
Il 27 luglio, ai campionati europei di Barcellona 2010, ha concluso fuori classifica a causa dei tre lanci nulli fatti nel turno di qualificazione.
Nel 2011, dopo aver partecipato alla Coppa Europa per nazioni senza però trovare fortuna (sesta con 56,13 m), ha raggiunto il suo picco di condizione durante i Campionati nazionali di Brno quando con un lancio a 63,40 m ha conquistato il suo decimo titolo ceco nel lancio del disco.
Il 27 agosto ha preso parte ai Campionati del mondo di Taegu dove però è rimasta lontana dalla finale concludendo solo ventitreesima lontana dal suo primato stagionale.
Nel 2012, dopo aver raggiunto la settima posizione ai campionati europei di Helsinki, partecipa alle Olimpiadi di Londra.
Durante la competizione olimpica non riuscirà a lanciare meglio di 55,34 metri, fermandosi al turno di qualificazione.

### Le medaglie postume e il ritiro
Nel dicembre 2012, la vincitrice della medaglia di bronzo nel lancio del disco alle Olimpiadi di Atene 2004, la bielorussa Iryna Jatčanka, verrà squalificata in seguito ad un test anti-doping retroattivo.
I campioni prelevati all'atleta ad Atene, risultarono infatti positivi al metandrostenolone e all'oxandrolone.
In seguito alla squalifica venne consegnata a Věra Pospíšilová-Cechlová la medaglia di bronzo olimpica.
Nella stagione 2013, a causa di problemi fisici alla caviglia, rallenta l'attività agonistica concludendo ancora seconda ai campionati nazionali. 
Il 12 novembre 2013 annuncia il suo ritiro dall'attività sportiva.

## Progressione

### Lancio del disco
| Stagione | Risultato | Luogo             | Data      | Rank. Mond. |
| -------- | --------- | ----------------- | --------- | ----------- |
| 2013     | 58,80 m   | Brno              | 10-7-2013 | 56ª         |
| 2012     | 60,94 m   | Turnov            | 22-5-2012 | 34ª         |
| 2011     | 63,40 m   | Brno              | 3-7-2011  | 13ª         |
| 2010     | 63,40 m   | Praga             | 6-6-2010  | 12ª         |
| 2009     | 62,91 m   | Ústí nad Labem    | 29-7-2009 | 16ª         |
| 2008     | 63,10 m   | Eugene            | 8-6-2008  | 17ª         |
| 2007     | 66,18 m   | Varsavia          | 17-6-2007 | 4ª          |
| 2006     | 65,44 m   | Salon-de-Provence | 25-5-2006 | 6ª          |
| 2005     | 66,81 m   | Praga             | 27-6-2005 | 1ª          |
| 2004     | 66,42 m   | Kladno            | 13-6-2004 | 6ª          |
| 2003     | 67,71 m   | Rethymno          | 6-7-2003  | 2ª          |
| 2002     | 64,10 m   | Parigi            | 14-9-2002 | 14ª         |
| 2001     | 63,20 m   | Kladno            | 10-6-2001 | 19ª         |
| 2000     | 58,28 m   | Praga             | 23-7-2000 | 70ª         |
| 1999     | 58,18 m   | Pardubice         | 11-8-1999 | 73ª         |
| 1998     | 54,67 m   | Kladno            | 14-6-1998 | 122ª        |
| 1997     | 50,00 m   | Kladno            | 8-6-1997  | 241ª        |

### Getto del peso outdoor
| Stagione | Risultato | Luogo          | Data      | Rank. Mond. |
| -------- | --------- | -------------- | --------- | ----------- |
| 2013     | 13,85 m   | Ústí nad Labem | 20-7-2013 | 539ª        |
| 2003     | 15,81 m   | Velenje        | 22-6-2003 | 159ª        |
| 2002     | 16,42 m   | Praga          | 21-7-2002 | 100ª        |
| 2001     | 16,92 m   | Jablonec       | 30-6-2001 | 79ª         |
| 2000     | 15,80 m   | Praga          | 9-9-2000  | 138ª        |
| 1999     | 15,58 m   | Ostrava        | 26-6-1999 | 166ª        |
| 1997     | 15,14 m   | Pola           | 15-6-1997 | 200ª        |

### Getto del peso indoor
| Stagione | Risultato | Luogo   | Data      | Rank. Mond. |
| -------- | --------- | ------- | --------- | ----------- |
| 2002     | 16,60 m   | Praga   | 17-2-2002 | 49ª         |
| 2001     | 16,25 m   | Praga   | 17-2-2001 | 64ª         |
| 2000     | 15,26 m   | Saßnitz | 5-2-2000  | 116ª        |
| 1999     | 16,33 m   | Praga   | 21-2-1999 | 61ª         |

## Palmarès
| Anno | Manifestazione   | Sede       | Evento           | Risultato      | Misura  | Note   |
| ---- | ---------------- | ---------- | ---------------- | -------------- | ------- | ------ |
| 1997 | Europei juniores | Lubiana    | Lancio del disco | 8ª             | 46,08 m |        |
| 1997 | Europei juniores | Lubiana    | Getto del peso   | 12ª            | 14,18 m |        |
| 1999 | Europei under 23 | Göteborg   | Lancio del disco | Bronzo         | 56,65 m |        |
| 2001 | Mondiali         | Edmonton   | Lancio del disco | 6ª             | 61,47 m |        |
| 2002 | Europei          | Monaco     | Lancio del disco | 4ª             | 62,31 m |        |
| 2003 | Mondiali         | Parigi     | Lancio del disco | 5ª             | 65,55 m |        |
| 2004 | Olimpiadi        | Atene      | Lancio del disco | Bronzo         | 66,08 m | [ 20 ] |
| 2005 | Mondiali         | Helsinki   | Lancio del disco | Bronzo         | 63,19 m |        |
| 2006 | Europei          | Göteborg   | Lancio del disco | 7ª             | 60,71 m |        |
| 2007 | Mondiali         | Osaka      | Lancio del disco | 20ª (q)        | 57,56 m |        |
| 2008 | Olimpiadi        | Pechino    | Lancio del disco | 4ª             | 61,75 m |        |
| 2009 | Mondiali         | Berlino    | Lancio del disco | 17ª (q)        | 59,52 m |        |
| 2010 | Europei          | Barcellona | Lancio del disco | Qualificazione | nm      |        |
| 2011 | Mondiali         | Taegu      | Lancio del disco | 22ª (q)        | 53,87 m |        |
| 2012 | Europei          | Helsinki   | Lancio del disco | 7ª             | 60,08 m |        |
| 2012 | Olimpiadi        | Londra     | Lancio del disco | 32ª            | 55,00 m |        |

## Campionati nazionali
- 1 volta campionessa nazionale nel getto del peso (2002)
- 10 volte nel lancio del disco (2002/2011)
- 3 volte nel getto del peso indoor (1999, 2000/2001)

1999
- Oro ai Campionati nazionali cechi indoor, getto del peso - 16,33 m
- Argento ai Campionati nazionali cechi, getto del peso - 15,58 m
- Bronzo ai Campionati nazionali cechi, lancio del disco - 53,89 m

2000
- Bronzo ai Campionati nazionali cechi, lancio del disco - 56,28 m

2001
- Oro ai Campionati nazionali cechi indoor, getto del peso - 16,25 m

2002
- Oro ai Campionati nazionali cechi indoor, getto del peso - 16,60 m
- Oro ai Campionati nazionali cechi, getto del peso - 16,42 m
- Oro ai Campionati nazionali cechi, lancio del disco - 60,76 m

2003
- Oro ai Campionati nazionali cechi, lancio del disco - 65,86 m

2004
- Oro ai Campionati nazionali cechi, lancio del disco - 62,28 m

2005
- Oro ai Campionati nazionali cechi, lancio del disco - 65,35 m

2006
- Oro ai Campionati nazionali cechi, lancio del disco - 61,79 m

2007
- Oro ai Campionati nazionali cechi, lancio del disco - 61,19 m

2008
- Oro ai Campionati nazionali cechi, lancio del disco - 59,81 m

2009
- Oro ai Campionati nazionali cechi, lancio del disco - 56,53 m

2010
- Oro ai Campionati nazionali cechi, lancio del disco - 59,17 m

2011
- Oro ai Campionati nazionali cechi, lancio del disco - 63,40 m

2012
- Argento ai Campionati nazionali cechi, lancio del disco - 55,65 m

2013
- Argento ai Campionati nazionali cechi, lancio del disco - 56,60 m

## Altre competizioni internazionali
2002
- Oro al Qatar Athletic Super Grand Prix ( Doha), lancio del disco - 63,66 m
- 6ª all'Athens Grand Prix Tsiklitiria ( Atene), lancio del disco - 62,55 m
- Argento in Coppa Europa ( Banská Bystrica), getto del peso - 16,34 m
- Oro in Coppa Europa ( Banská Bystrica), lancio del disco - 63,19 m
- 7ª al IAAF Grand Prix Norwich Union Classic ( Sheffield), lancio del disco - 59,56 m
- Argento al Zagreb Grand Prix ( Zagabria), lancio del disco - 63,83 m
- 5ª al Meeting Raiffeisen ( Linz), lancio del disco - 58,74 m
- Argento al IAAF Grand Prix Final ( Parigi), lancio del disco - 64,10 m

2003
- Bronzo al Meeting Förderverein Brandberge ( Halle), lancio del disco - 64,43 m
- Oro agli FBK-Games ( Hengelo), lancio del disco - 63,61 m
- 4ª in Coppa Europa ( Velenje), lancio del disco - 15,81 m
- Bronzo in Coppa Europa ( Velenje), lancio del disco - 58,06 m
- Argento all'Athens Grand Prix Tsiklitiria ( Salonicco), lancio del disco - 63,38 m
- Oro al Memorial Josefa Odlozila ( Praga), lancio del disco - 63,79 m
- Oro alla World Athletics Final ( Monaco), lancio del disco - 65,42 m

2004
- 4ª al Qatar Athletic Super Grand Prix ( Doha), lancio del disco - 61,86 m
- 4ª al Meeting Förderverein Brandberge ( Halle), lancio del disco - 64,71 m
- Oro al Golden Spike ( Ostrava), lancio del disco - 64,22 m
- Argento all'Athens Grand Prix Tsiklitiria ( Atene), lancio del disco - 64,46 m
- Oro alla World Athletics Final ( Monaco), lancio del disco - 65,86 m

2005
- 4ª al Qatar Athletic Super Grand Prix ( Doha), lancio del disco - 63,06 m
- Argento al Memorial Primo Nebiolo ( Torino), lancio del disco - 64,69 m
- Oro al Golden Spike ( Ostrava), lancio del disco - 65,98 m
- Argento all'Athens Grand Prix Tsiklitiria ( Atene), lancio del disco - 63,11 m
- Oro in Coppa Europa ( Gävle), lancio del disco - 61,23 m
- Oro al Memorial Josefa Odlozila ( Praga), lancio del disco - 66,81 m
- Oro al Zipfer Gugl Grand Prix ( Linz), lancio del disco - 62,93 m
- Bronzo al Meeting ISTAF ( Berlino), lancio del disco - 61,77 m
- 4ª alla World Athletics Final ( Monaco), lancio del disco - 58,38 m

2006
- Oro in Coppa Europa ( Praga), lancio del disco - 63,48 m
- Argento al Golden Spike ( Ostrava), lancio del disco - 63,44 m
- Argento al Meeting Internazionale Città di Rieti ( Rieti), lancio del disco - 62,15 m
- Bronzo al Zagreb Grand Prix ( Zagabria), lancio del disco - 61,57 m
- 6ª al Meeting ISTAF ( Berlino), lancio del disco - 60,85 m
- 8ª alla World Athletics Final ( Stoccarda), lancio del disco - 58,28 m

2007
- Oro agli FBK-Games ( Hengelo), lancio del disco - 64,49 m
- 4ª al Golden Spike ( Ostrava), lancio del disco - 62,03 m
- Oro in Coppa Europa ( Vaasa), lancio del disco - 61,65 m
- Argento alla World Athletics Final ( Stoccarda), lancio del disco - 62,04 m

2008
- Bronzo al Prefontaine Classic ( Eugene), lancio del disco - 63,10 m
- Oro in Coppa Europa ( Leiria), lancio del disco - 60,84 m
- 4ª alla World Athletics Final ( Stoccarda), lancio del disco - 58,72 m

2009
- 4ª al Memorial Josefa Odlozila ( Praga), lancio del disco - 59,43 m
- Bronzo in Coppa Europa ( Leiria), lancio del disco - 60,50 m

2010
- 6ª al Qatar Athletic Super Grand Prix ( Doha), lancio del disco - 58,79 m
- Bronzo all'Adidas Grand Prix ( New York), lancio del disco - 60,71 m
- Argento in Coppa Europa ( Budapest), lancio del disco - 61,59 m
- 8ª al Meeting Areva ( Parigi), lancio del disco - 59,36 m
- 7ª al IAAF World Challenge Zagreb ( Zagabria), lancio del disco - 58,92 m

2011
- 6ª in Coppa Europa ( Stoccolma), lancio del disco - 56,13 m

2012
- 4ª al Memorial Josefa Odlozila ( Praga), lancio del disco - 58,26 m
- 6ª al IAAF World Challenge Zagreb ( Zagabria), lancio del disco - 57,68 m

2013
- Oro al 14º Ludvik Danek Memorial ( Turnov), lancio del disco - 57,67 m